# Invasión de campo

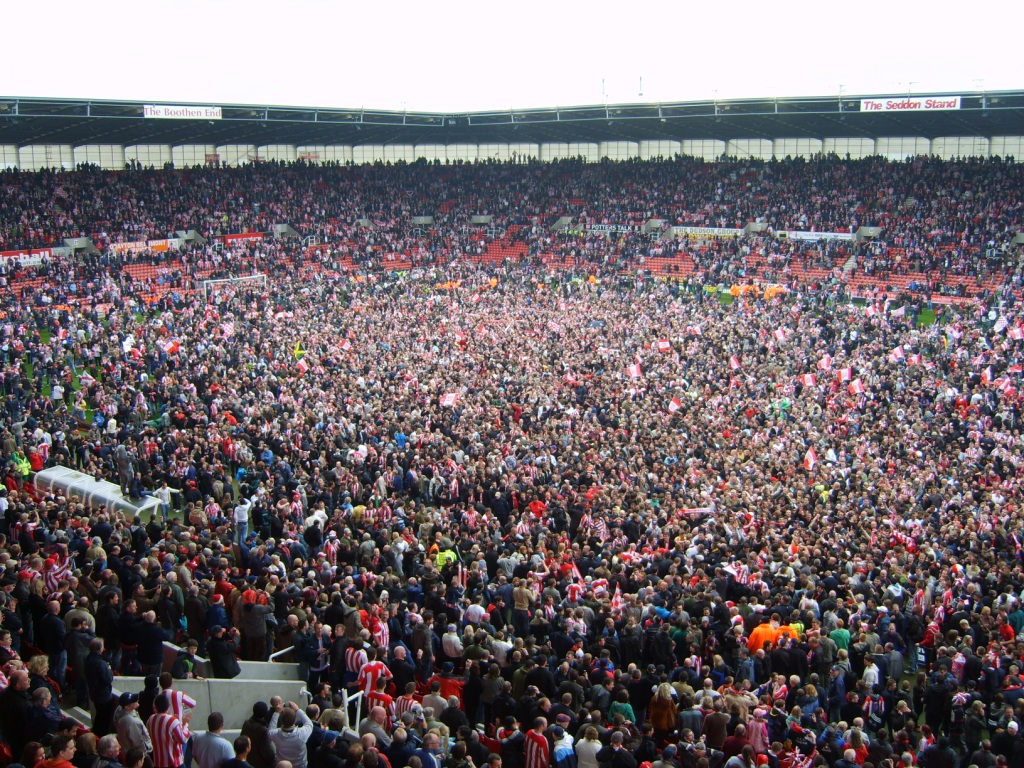
Aficionados del Stoke City FC invaden el campo de juego del Britannia Stadium para celebrar el ascenso a la Premier League en 2008.

La invasión de campo o invasión de la cancha ocurre cuando una persona o una multitud de personas que observan un evento deportivo acceden al terreno de juego, generalmente para celebrar una victoria o para protestar por un incidente, o a veces incluso como un truco publicitario. Este tipo de acciones pueden finalizar en detenciones, multas, penas en prisión y sanciones contra el club o equipo involucrado, especialmente si causan una interrupción en el transcurso del juego; no obstante, las medidas tienden a ser más permisivas cuando los espectadores invaden la cancha de forma simultánea después del pitido final que anuncia que ha concluido el encuentro. Aunque actualmente son bastante infrecuentes, en deportes como fútbol americano, fútbol, baloncesto, béisbol, cricket o rugby, entre otros, se han registrado invasiones de campo.
Durante gran parte del siglo XX, las invasiones de campo eran habituales en el mundo del deporte, especialmente por parte de los aficionados del equipo ganador de un partido importante, como puede ser la final de una copa o de un torneo. Tras la tragedia de Hillsborough de 1989, donde 97 personas perdieron la vida en una estampida humana durante un partido de fútbol entre el Liverpool y el Nottingham Forest, los controles de vigilancia aumentaron significativamente, así como el número de efectivos y miembros de seguridad involucrados para evitar el acceso de espectadores al terreno de juego. Asimismo, este tipo de comportamientos empezaron a ser más perseguidos por la justicia, aplicando sanciones económicas e incluso penas de cárcel para los fanáticos y equipos, siendo uno de los países pioneros el Reino Unido en 1991. Sin embargo, en la actualidad se siguen produciendo invasiones de campo, especialmente en las divisiones inferiores donde las entradas son mucho más baratas y donde hay menos vigilancia y seguridad.